# WatchOS 7
watchOS 7 est le 7e système d'exploitation de l'Apple Watch. Il est développé par Apple Inc..
Comme toutes les autres versions de watchOS, ce système d’exploitation est basé sur iOS, ici iOS 14. watchOS 7 a été présenté lors de la WWDC 20, le 22 juin 2020 à San José

## Fonctionnalités[2]

### Suivi de sommeil
Le suivi de sommeil est plus précis, l’Apple Watch détecte la personne qui dort à l’aide de tous ces capteurs et enregistre automatiquement des données dans l’app Santé.

### Cadrans

#### Téléchargement de cadrans
On a désormais la possibilité de télécharger des cadrans depuis l’App Store

#### Partage de cadrans
On peut partager ses cadrans à un ami depuis son Apple Watch

### Centre de contrôle
On a la possibilité de personnaliser le centre de contrôle de l’Apple Watch comme sur iOS 11

### Détection de lavage mains
L’Apple Watch peut détecter si une personne se lave les mains. Dès qu’une personne se lave les mains, un minuteur de 20 secondes se déclenche

### Configuration familiale
On peut désormais jumeler plusieurs montres à son iPhone une par membre de la famille. On trouve par exemple une nouvelle fonctionnalité « École », qui fait passer la montre automatiquement en « Ne pas déranger » et la fonction Localiser pour voir où se trouve la personne qui porte la montre.

## Compatibilité
watchOS 7 est compatible avec les appareils suivants :
- Apple Watch Series 3
- Apple Watch Series 4
- Apple Watch Series 5
- Apple Watch SE
- Apple Watch Series 6